# یوری لوژکف
یوری لوژکف (روسی: Ю́рий Миха́йлович Лужко́в؛ زاده ۲۱ سپتامبر ۱۹۳۶ – درگذشته ۱۰ دسامبر ۲۰۱۹) یک سیاست‌مدار اهل روسیه بود. یوری لوژکف در ۱۰ دسامبر ۲۰۱۹، در سن ۸۳ سالگی درگذشت.